# Kaylin Richardson
Kaylin Richardson (Minneapolis, 28 september 1984) is een Amerikaanse voormalige alpineskiester. Ze nam tweemaal deel aan de Olympische Winterspelen, maar behaalde geen medaille.

## Carrière
Richardson maakte haar wereldbekerdebuut reeds op 17-jarige leeftijd in november 2003 tijdens de slalom in Park City. Ze stond nooit op het podium van een wereldbekerwedstrijd.
Ze vertegenwoordigde de Verenigde Staten op de Olympische Winterspelen 2006 in Turijn. Richardson eindigde in Turijn als zeventiende op de combinatie, haar enige onderdeel. Ook op de Olympische Winterspelen 2010 was Richardson van de partij. Opnieuw eindigde ze op een zeventiende plaats in de supercombinatie.
Op 26 maart 2010 kondigde ze haar afscheid van het alpineskiën aan.

## Resultaten

### Titels
Amerikaans kampioene slalom – 2006
Amerikaans kampioene afdaling – 2007, 2009

### Olympische Spelen
| Jaar | Plaats    | Resultaten          |
| ---- | --------- | ------------------- |
| 2006 | Turijn    | 17e Combinatie      |
| 2010 | Vancouver | 17e Supercombinatie |

### Wereldkampioenschappen
| Jaar | Plaats | Resultaten                      |
| ---- | ------ | ------------------------------- |
| 2007 | Åre    | 12e Super-Combinatie 23e Slalom |

### Wereldbeker

#### Eindklasseringen
| Seizoen   | Algm | SL  | SG  | SC  |
| --------- | ---- | --- | --- | --- |
| 2004/2005 | 93e  | -   | -   | 16e |
| 2005/2006 | 95e  | 39e | -   | 36e |
| 2006/2007 | 46e  | 26e | 26e | 17e |
| 2007/2008 | 127e | 56e | -   | -   |
| 2008/2009 | 128e | -   | -   | 46e |
| 2009/2010 | 111e | 50e | -   | 33e |